# パラッツォ・サン・ジェルヴァージオ
パラッツォ・サン・ジェルヴァージオ（イタリア語: Palazzo San Gervasio）は、イタリア共和国バジリカータ州ポテンツァ県にある、人口約4,800人の基礎自治体（コムーネ）。

## 地理

### 位置・広がり

#### 隣接コムーネ
隣接するコムーネは以下の通り。括弧内のBTはバルレッタ＝アンドリア＝トラーニ県所属を示す。
- アチェレンツァ
- バンツィ
- フォレンツァ
- ジェンツァーノ・ディ・ルカーニア
- マスキート
- スピナッツォーラ (BT)
- ヴェノーザ